# Съвест
Съвестта е потребност на човешката личност да носи отговорност за своите постъпки. Съвестта обикновено се осъзнава, като чувство за психологически дискомфорт, което възниква вследствие от нарушаването на личните морални и етични норми. Някои философски изследвания определят съвестта, като една от крайните точки на алтруизма.
Възникването на усещането за съвест – угризения на съвестта – по своята същност е:
- изява на чувството за вина, за постъпка, която вече е извършена или
- осъзнаване на определено действие или намерение като несъвместимо с моралните и етичните норми на личността.

В много езици (на гръцки: συνείδησις; на латински: conscientia; на френски: conscience; на италиански: coscienza; на английски: conscience; на немски: Gewissen) основата на думата съвест е образувана от корена на понятието за „знание (осъзнаване)“.
Тя не взима под внимание нашите желания; не се интересува от нашите нужди, какво ни е изгодно и какво  не; не се притеснява, че ще ни накара да се чувстваме зле, че заради нея можем да загубим достойнството си, уважението на хората. Тя ще ни остави да се разкъсваме от тревоги и притеснения, ще ни потопи в дълбока депресия, ще обърка ума ни с ирационалните си изисквания, ще ни докара безсънни кошмарни нощи; ще срине самочувствието ни, ще пречи на кариерата ни, ще ни спъва по йерархическата стълбица, ще ни прави неспособни да се борим в живота; тя може и в затвора да ни вкара, може да ни докара дотам, че да посегнем и на живота си... Най-странното е, че тя не е най-ожесточеният ни враг, нито коварна зла вещица, а най-ценният ни дар от природата Съвестта.